# Assurance banque épargne Info service
 (septembre 2020).
Assurance Banque Épargne Info Service(ABEIS) est un service public mis en place par l'ACPR (Autorité chargée du contrôle des banques et des assurances), l’Autorité des marchés financiers (AMF, régulateur des marchés financiers) et la Banque de France afin d’informer les consommateurs sur leurs droits et leurs démarches dans les domaines de l’assurance, de la banque et des placements financiers .

## Composition du dispositif
Assurance Banque Épargne Info Service se compose de trois services :
- Une plateforme téléphonique qui reçoit les demandes d’information des particuliers et professionnels, assurés, bénéficiaires, ayants droit et épargnants  ;
- Un site internet mis en ligne en 2010 et qui met à disposition du public des renseignements pratiques sur les démarches à suivre[1], ainsi que sur les relations contractuelles dans les domaines de l’assurance, de la banque, de l’épargne et du crédit.
- Une adresse postale à destination de la clientèle afin de transmettre leurs demandes à Assurance Banque Épargne Info Service.

## Une coopération renforcée
L’ordonnance du 21 janvier 2010 (articles L. 612-47 à L. 612-50 du code monétaire et financier a renforcé la coopération entre l’ACP (devenue ACPR) et l’Autorité de contrôle prudentiel et de résolution en instituant un pôle commun.
Ce pôle a notamment pour vocation : « d’offrir  un  point  d'entrée  commun habilité  à  recevoir les demandes des clients, assurés, bénéficiaires, ayants droit et épargnants susceptibles d'être adressées à l'Autorité de contrôle prudentiel et de résolution ou à l'Autorité des marchés financiers » article L. 612-47 du code monétaire et financier.
L’ACPR et l'AMF ont donc mis en place la plateforme commune ABEIS destiné à faciliter les démarches des particuliers en centralisant leurs demandes, en les informant et en les réorientant, si besoin, vers le bon interlocuteur. La Banque de France collabore à ce dispositif, afin de répondre notamment aux demandes des clientèles liées aux problématiques bancaires.

## Champ d’intervention
ABEIS apporte son concours dans différents domaines d’intervention. L'association fournit notamment des conseils pratiques sur les différents produits autorisés en matière d'assurance, d'épargne et de produits financiers. Elle donne des informations sur les acteurs et services agréés et met en garde contre les pratiques de certains établissements et sociétés. ABEIS a été aussi fondée pour orienter les demandes du public vers les autorités compétentes et recueillir les informations ou réclamations que chaque personne concernée souhaiterait transmettre à l'Autorité de contrôle prudentiel et de résolution, à la Banque de France ou à l'AMF.